# Novosilka, Radomîșl
Novosilka (în ucraineană Новосілка) este un sat în comuna Nova Buda din raionul Radomîșl, regiunea Jîtomîr, Ucraina.

## Demografie
Componența lingvistică a localității Novosilka
     Ucraineană (86,54%)
     Rusă (13,46%)
Conform recensământului din 2001, majoritatea populației localității Novosilka era vorbitoare de ucraineană (86,54%), existând în minoritate și vorbitori de rusă (13,46%).